# Fornebu
Fornebu (anche Fornebo) è una località norvegese situata pochi chilometri a ovest di Oslo.
Ha ospitato per lungo tempo l'aeroporto di Oslo-Fornebu – il principale aeroporto della città di Oslo, nonché uno dei più importanti dell'intera Norvegia – tra il 1º giugno 1939 e il 7 ottobre 1998.